# 布伦丹·科里什
布伦丹·科里什（英語：Brendan Corish；1918年11月19日—1990年2月17日）是爱尔兰工党政治人物及前工党领袖，曾在1973年至1977年兼任爱尔兰副总理和卫生部长，并在1954年至1957年和1973年至1977年担任社会福利部长，在1948年至1951年兼任国防部政务次官和地方政府部政务次官。他也在1948年至1982年期间任众议员。

## 早年及个人生活
科里什出生于韦克斯福德镇。他的父亲理查德·科里什是著名的工会官员新芬党党员，在儿子出生后不久就当选为第2届爱尔兰众议院议员。后来，理查德加入了工党，此后一直在政界工作，直到1945年逝世。
科里什从韦克斯福德的基督教兄弟会众毕业后，就加入了爱尔兰童军第1韦克斯福德童军。他在19岁那年就职为韦克斯福德郡议会的牧师。
科里什与妻子菲莉丝共育有三子。

## 政治生涯
1945年韦克斯福德补选中，科里什作为工党候选人当选为众议员，取代了逝世的父亲的议员席位。当时执掌大权的仍是共和党，所以科里什只得加入支离破碎的反对派。
之后，共和党凭借1948年大选重新成为众议院最大党，而科里什也在本次大选中保住了自己的席位。不过，随后统一党、工党、国民工党、共和家庭、土地家庭和一些无党籍人士联合起来通过了科斯特洛总理的内阁提名，这就导致了第一次联合政府的结成。科里什成为了联合政府中两个部门（国防部和地方政府部）的政务次官。
1954年大选结束后，第二次联合政府成立了，科里什被任命为社会福利部长。
1960年，科里什接替威廉·诺顿上任工党领袖。他颁布了许多新政策，使工党拥有了更加社会主义的外观。然而，工党在实行他的政策时却十分的小心谨慎，毕竟，当时（20世纪60年代）的爱尔兰把“社会主义”当作一个下流的词汇。科里什主张，爱尔兰会在“七十年代成为社会主义国家”。他的说法在某种程度上没错，因为在1973年到1977年期间，统一党和工党结成了联合政府，科里什则在联合政府中兼任副总理、卫生部长和社会福利部长。
1977年，利亚姆·科斯格雷夫总理宣布举办大选，结果是共和党大胜并重掌大权。科里什按照自己在大选前的表态，辞去了工党领袖职位，于是，弗兰克·克拉斯基接替他就任为工党领袖。1982年2月大选结束后，科里什彻底退出了政界。

## 逝世
布伦丹·科里什于1990年2月17日逝世在韦克斯福德，享年71岁。

## 著作
- 《新共和国》（1968年2月）